# 銀河鉄道999 (ゴダイゴの曲)
『銀河鉄道999（The Galaxy Express 999）』（ぎんがてつどうスリーナイン）は、ゴダイゴの11作目のシングル。1979年7月1日に発売。その後も元号を越え、幾度にわたり再発売が為されている。A面曲の副題は「A JOURNEY TO THE STARS」である。

## リリース変遷
1979年7月1日発売シングル盤には日本語版が収録（品番:CK-537）、2018年9月19日発売シングル盤には英語版が収録（型番:GMT-55）。2021年7月21日配信限定シングル盤には、1979年発売シングル盤よりも演奏時間が長いシン・ミックスが施された（型番:COKM-43391）。
この他、1979年9月1日リリースのシングル盤には映画『銀河鉄道999 (The Galaxy Express 999)』の挿入歌であるかおりくみこの「やさしくしないで」とインストゥルメンタル曲の「惑星メーテルのテーマ」が追加収録（型番:CH-94）、1989年11月1日リリースのシングル盤には映画『サイボーグ009 超銀河伝説』の主題歌である町田義人の「10億光年の愛」「さらばとは言わない（We'll never say good-bye）」が追加収録（型番:CC-8339）。

## 解説
作詞は奈良橋陽子（英語詞）・山川啓介（日本語詞）、作曲はタケカワユキヒデ、編曲はミッキー吉野。映画版『銀河鉄道999 (The Galaxy Express 999) 』（東映）主題歌。またTVスペシャル版においても、オープニングテーマとして、間奏部分がカットされた形で使用された。B面の「テイキング・オフ!（TAKING OFF!）」も劇中において使用されている。
オリジナル・アルバムには未収録。ライブ・アルバム、ベスト・アルバムに収録。

## 音楽性
映画『銀河鉄道999 (The Galaxy Express 999)』のプロデューサーの一人だった高見義雄は、東映アニメーションが初めて手がける自主制作映画であり、TVアニメとはまったく別の新しい作品であるこの映画の主題歌をゴダイゴに依頼するべきかどうかを、実際にコンサートへ足を運び、子供から大人まで集まる彼らのライヴの熱気を肌で感じ取り、「主題歌はゴダイゴしかない」と確信したという。
作者の松本零士は、クラシック指向であることから、当初こそゴダイゴの主題歌に違和感を覚えていたものの、メーテルと鉄郎が別れるラストシーンにおいて、希望に満ちたこの主題歌が流れることによって、鉄郎は大丈夫だということを感じ、彼の未来を案ずることがなくなったという。そのようなことができる音楽家を「自分たちとは別世界にいるマジシャン」と評した。また当初、ゴダイゴの主題歌をオーケストラと合わせられないかと考えていたという。なお、松本の意向とは関係ないが、2008年3月8日に行なわれた『Godiego 2008 TOKYO 新創世紀 第二章 R+EVOLUTION』および2009年3月24日に行なわれた『Godiego 2009 TOKYO 新創世紀 第三章 ゴダイゴ号の冒険』では、オーケストラ演奏とのコラボレーションによる「銀河鉄道999（THE GALAXY EXPRESS 999）」が演奏された。

### 作詞
英語作詞担当の奈良橋は、とにかく999号が空へ飛び立つイメージにしようとタケカワと打ち合わせをしていたという。そして受験戦争という過酷な状況でノイローゼになり、下ばかり向いている子どもたちに対して、「日本だけでなく、世界に向かって生きていこう。」という意味を込めて詞を書き、サビの部分で繰り返される「journey」の英単語が旅立つイメージを表現しているという。
日本語作詞担当の山川は、ミッキーのスピード感のあるアレンジのおかげで、多少情緒的な詞でもベタベタしないだろうと思ったという。特に2番の歌詞において、「短い人生の猶予期間において、そのまま安定した人生を送るのも構わないが、もしかしたら君にしかできないことがあるかもしれない。それは大変なことかもしれないが、挑戦する価値があるのではないか。」という意味を込め日本語詞を書いたという。またサビ部分を英語のまま残すことについても大賛成であったという。

### 作曲
作曲担当のタケカワは、それまでロックやポップを使ったアニメソングがなかったため、「ここでその常識を変えるんだ」とやる気満々だったという。「口に出さないのに、格好良いと思った曲は絶対に良い曲」と豪語し、最初のフレーズを作った時には、既に良い曲になると確信していた。またこのフレーズにおいて、音がどんどん高くなっていくところが、999号が宇宙へ飛び立つシーンを表現できていると話す。そして今でも、歌うと皆が喜んでくれるこの曲は、ただのヒット曲ではなく、皆の心の中に未だに銀河鉄道999は走り続けているのだと感じている。
タケカワは、アニメ主題歌制作の話は聞いていたが、その後音沙汰が無く、アルバム制作が終わりそうで、翌月初めから、ゴダイゴの楽曲が売れてから初めての大きなコンサートツアーが決まっていた、1979年3月終わり近くの日の深夜0時頃、プロデューサーから「今、英語の歌詞が出来た。明日昼から録音だから。平気か？」と突然歌詞を渡され、作曲を求められた。
タケカワは「まだ12時間ある」と歌詞を見ずにタクシーで帰宅して、自宅で初めて歌詞を見た瞬間に「あ、できた。」とひらめき、メロディーが浮かんで譜面を書き、ほぼそのまま録音された。

### 編曲
編曲担当のミッキーは、タケカワが一夜漬けで完成させたデモテープを聴き、当初スローテンポだった曲調を、蒸気機関車が力強く走るようなアップテンポにしたという。

### 本編での使用
映画およびTVスペシャルでは、｢銀河鉄道999（THE GALAXY EXPRESS 999）｣｢テイキング･オフ!（TAKING OFF!）｣ともに、2番からラストサビの間にある間奏はカットされている。また映画で使用された音楽には番号が振られており、「テイキング・オフ!（TAKING OFF!）」は「M15」、「銀河鉄道999（THE GALAXY EXPRESS 999）」は「M61」とされていた。
『劇場版「銀河鉄道999」〜ETERNAL EDITION FILE No.1&2〜』には、「テイキング・オフ!（TAKING OFF!）」が「旅立ち」（M14、M15、M16）、「銀河鉄道999（THE GALAXY EXPRESS 999）」が「新たなる出発」（M60、M61）という曲名で収録されているが、映画で使われたのものと同様に2番からラストサビの間にある間奏はカットされている。
韓国で発売されたDVD『劇場版 銀河鉄道999（은하철도 999）』では英語版音声にすることで「銀河鉄道999（THE GALAXY EXPRESS 999）」と「テイキング・オフ!（TAKING OFF!）」英語版を聴くことが出来たが公式とは別テイクであった。
アメリカで発売された同映画のビデオには、「銀河鉄道999（THE GALAXY EXPRESS 999）」と｢テイキング･オフ!（TAKING OFF!）｣に英語訳詞（英語版の歌詞ではない）字幕の付いたヴァージョンとアメリカ人ボーカルが「テイキング･オフ!（TAKING OFF!）」を歌っているヴァージョン（こちらも英語版の歌詞ではなく、また「銀河鉄道999（THE GALAXY EXPRESS 999）」はカットされている）の2種類がある。
原作漫画『銀河鉄道999』の第69話「アンドロメダの雪女」のなかに、「銀河鉄道999（THE GALAXY EXPRESS 999）」と「テイキング・オフ!（TAKING OFF!）」の日本語歌詞が掲載されている。
日本の高校野球では、応援歌として現在もよく演奏されている｡

## 英語版
ゴダイゴは、最初に英語詞を作り、曲を乗せ、日本語詞を作るやり方を行なっているため、ゴダイゴの数多の曲には日本語版と英語版が存在する（例外あり）。つまり、本稿の英語版の方がオリジナルである。
「銀河鉄道999（THE GALAXY EXPRESS 999）」の英語版は早い時期に発表されていたが、「テイキング・オフ!（TAKING OFF!）」の英語版は2011年11月16日に発売されたアルバム『GODIEGO 35TH ANNIVERSARY SELECTION』に収録されるまで関連書籍等で歌詞は公開されたもののカセットやCDに収録はされなかった。
英語の詞が先に作られたという点では、続編の『さよなら銀河鉄道999 -アンドロメダ終着駅-』の主題歌「SAYONARA」も同様である。当曲と異なる点は、こちらは日本語版・英語版ともにゴダイゴの演奏・歌唱によるものだが、「SAYONARA」に関しての歌唱は英語版は作詞・作曲も手がけたメアリー・マッグレガーによるものが、日本語版はかおりくみこによるものである（このほか、日本語版には川島和子によるものも存在する）。アレンジ・演奏は同じである。

## 収録曲
初発盤
1. 銀河鉄道999 (日本語版)（THE GALAXY EXPRESS 999 (Japanese Version)）
  - 作詞：奈良橋陽子・山川啓介／作曲：タケカワユキヒデ／編曲：ミッキー吉野／歌・演奏：ゴダイゴ
2. テイキング・オフ! (日本語版)（TAKING OFF! (Japanese Version)）
  - 作詞：奈良橋陽子・山川啓介／作曲：タケカワユキヒデ／編曲：ミッキー吉野／歌・演奏：ゴダイゴ

4曲入り盤
1. 銀河鉄道999 (日本語版)（THE GALAXY EXPRESS 999 (Japanese Version)）
  - 作詞：奈良橋陽子・山川啓介／作曲：タケカワユキヒデ／編曲：ミッキー吉野／歌・演奏：ゴダイゴ
2. テイキング・オフ! (日本語版)（TAKING OFF! (Japanese Version)）
  - 作詞：奈良橋陽子・山川啓介／作曲：タケカワユキヒデ／編曲：ミッキー吉野／歌・演奏：ゴダイゴ
3. やさしくしないで
  - 作詞：中原葉子／作曲：中村泰士／編曲：青木望／歌：かおりくみこ
4. 惑星メーテルのテーマ
  - 作曲・編曲：青木望／演奏：コロムビア・シンフォニック・オーケストラ

TIME TRIP CD4曲シリーズ11盤
1. 銀河鉄道999 (日本語版)（THE GALAXY EXPRESS 999 (Japanese Version)）
  - 作詞：奈良橋陽子・山川啓介／作曲：タケカワユキヒデ／編曲：ミッキー吉野／歌・演奏：ゴダイゴ
2. テイキング・オフ! (日本語版)（TAKING OFF! (Japanese Version)）
  - 作詞：奈良橋陽子・山川啓介／作曲：タケカワユキヒデ／編曲：ミッキー吉野／歌・演奏：ゴダイゴ
3. 10億光年の愛
  - 作詞：山上路夫／作曲：森田公一／編曲：小六禮次郎／歌：町田義人
4. さらばとは言わない（We'll never say good-bye）
  - 作詞：山上路夫／作曲：森田公一／編曲：小六禮次郎／歌：町田義人

再発盤
1. 銀河鉄道999 (英語版)（THE GALAXY EXPRESS 999 (English Version)）
  - 作詞：奈良橋陽子／作曲：タケカワユキヒデ／編曲：ミッキー吉野／歌・演奏：ゴダイゴ
2. テイキング・オフ! (英語版)（TAKING OFF! (English Version)）
  - 作詞：奈良橋陽子／作曲：タケカワユキヒデ／編曲：ミッキー吉野／歌・演奏：ゴダイゴ

シン・ミックス盤
1. 銀河鉄道999 (日本語版) 〜シン・ミックス〜（THE GALAXY EXPRESS 999 (Japanese Version 〜New Mix〜)）
  - 作詞：奈良橋陽子・山川啓介／作曲：タケカワユキヒデ／編曲：ミッキー吉野／歌・演奏：ゴダイゴ
2. テイキング・オフ! (日本語版) 〜シン・ミックス〜（TAKING OFF! (Japanese Version 〜New Mix〜)）
  - 作詞：奈良橋陽子・山川啓介／作曲：タケカワユキヒデ／編曲：ミッキー吉野／歌・演奏：ゴダイゴ

## 収録アルバム
「銀河鉄道999（THE GALAXY EXPRESS 999）」「テイキング・オフ!（TAKING OFF!）」が収録されたアルバムを記載する。
★:ゴダイゴ名義ではないアルバム。
銀河鉄道999（THE GALAXY EXPRESS 999）
- 日本語版
  - カセット『GODIEGO HIT SPECIAL』　1980年12月1日発売
  - CD『GODIEGO SUPER TWIN DX』　1990年12月1日発売
  - CD『15TH ANNIVERSARY GODIEGO BOX GODIEGO ANTHOLOGY VOL.5 SONGS IN JAPANESE』　1991年4月1日発売
  - CD『GODIEGO GREAT BEST VOL.1 〜Japanese Version〜』　1994年5月21日発売
  - CD『GODIEGO SINGLE COLLECTION VOL.1』 1994年11月21日発売
  - CD『BEST SONGS GODIEGO BEST ALBUM』 1998年10月21日発売
  - CD『GOLD GODIEGO NOW & THEN』 1999年12月18日
  - CD『銀河鉄道999 ETERNAL EDITION FILE NO.7&8』★　2001年8月18日発売
  - CD『松本零士の世界』★　2003年7月30日発売
  - CD『スーベニアジャポン〜あの季節におきわすれた名曲〜』★　2003年7月30日
  - CD『こどものうた ざっくざく!宝箱』★　2006年11月22日発売
  - CD『DISC倶楽部 ゴダイゴ ベスト・コレクション』　2007年発売
  - CD『for 30's Generation アニメ 〜みんなアニメが好きだった〜』★　2008年3月19日発売
  - CD『CDツイン　こどものうた 〜炎神戦隊ゴーオンジャー〜 』★　2008年6月18日発売
  - CD『放送30周年記念 ETERNAL EDITION PREMIUM 銀河鉄道999 GALAXY CD-BOX』★　2008年9月9日発売
  - CD『銀河鉄道999ソングコレクション』★　2008年9月9日発売
  - CD『胸キュンSONGS 〜あのころの歌はなぜこんなにも胸がキュンとするのだろう。 』★　2008年9月24日
  - CD『こどものうた　ドッカーン! 101きょく』★　2008年11月19日発売
  - CD『ザリガニワークスCD-BOX ザリガニミュージックアワード アニメ特撮ソング大行進〜コレジャナイロボ・オリジナルアルバム〜』★　2008年12月17日
  - CD『GODIEGO GOLDEN☆BEST』★　2009年2月18日発売
  - CD『みんなアニメが好きだった-赤盤-』★　2009年3月4日発売
  - CD『アニメソング史(ヒストリー) III』★　2010年8月18日発売
  - 配信『GODIEGO SINGLES VOL.1 -SIDE A SELECTION-』　2011年11月16日発売
  - 配信『GODIEGO 35TH ANNIVERSARY SELECTION』　2011年11月16日発売
  - CD『ザ・ベスト　てっぱん!懐かしのアニメソングス(上)』★　2012年3月21日発売
  - CD『決定盤　昭和ポップス・デラックス』★　2012年12月19日発売
  - CD『春子の部屋〜あまちゃん 80's HITS〜』★　2013年8月28日発売
  - CD『てつどうの歌 〜鉄道唱歌／銀河鉄道999〜』★　2013年9月25日発売
  - CD『これだけは知っておきたい50曲のアニメソング』★　2015年9月23日発売
  - CD『ゴダイゴ決定版全曲集』　2016年3月25日発売
- 英語版
  - カセット『GODIEGO HIT SPECIAL』　1980年12月1日発売
  - CD『W DELUXE』　1987年5月21日発売
  - カセット『ゴダイゴ・ザ・ベスト 全曲英語詩』　1987年5月21日発売
  - CD『15TH ANNIVERSARY GODIEGO BOX GODIEGO ANTHOLOGY VOL.3』　1991年4月1日発売
  - CD『GODIEGO GREAT BEST VOL.2 〜English Version〜』　1994年5月21日発売
  - CD『銀河鉄道999 ETERNAL EDITION FILE NO.7&8』★　2001年8月18日発売
  - CD『スーベニア・ジャポン〜あの季節におきわすれた名曲〜』★　2003年7月30日発売
  - CD『放送30周年記念 ETERNAL EDITION PREMIUM 銀河鉄道999 GALAXY CD-BOX』★　2008年9月9日発売
  - CD『銀河鉄道999ソングコレクション』★　2008年9月9日発売
  - CD『ゴダイゴ決定版全曲集』　2016年3月25日発売
- カラオケ版
  - CD『銀河鉄道999 ETERNAL EDITION FILE NO.7&8』★　2001年8月18日発売
- ライヴ版
  - LP『MAGIC CAPSULE』　1979年10月25日発売　※歌詞は全編英語。
  - LP『LONDON CELEBRATION』　1980年1月発売　※『MAGIC CAPSULE』収録音源。
  - LP『INTERMISSION/GODIEGO FINAL LIVE+2』 1985年6月1日発売　※歌詞は1番が日本語、2番が英語。

テイキング・オフ!（TAKING OFF!）
- 日本語版
  - CD『15TH ANNIVERSARY GODIEGO BOX GODIEGO ANTHOLOGY VOL.10 GODIEGO RARE TRACKS』　1991年4月1日発売
  - CD『GODIEGO SINGLE COLLECTION VOL.2』　1995年6月21日発売
  - CD『銀河鉄道999 ETERNAL EDITION FILE NO.7&8』★　2001年8月18日発売
  - CD『松本零士の世界』★　2003年7月30日発売
  - CD『放送30周年記念 ETERNAL EDITION PREMIUM 銀河鉄道999 GALAXY CD-BOX』★　2008年9月9日発売
  - CD『銀河鉄道999ソングコレクション』★　2008年9月9日発売
  - CD『GODIEGO GOLDEN☆BEST』　2009年2月18日発売
  - 配信『GODIEGO SINGLES VOL.2 -SIDE B SELECTION-』　2011年11月16日発売
  - CD『ゴダイゴ決定版全曲集』　2016年3月25日発売
- 英語版
  - 配信『GODIEGO 35TH ANNIVERSARY SELECTION』　2011年11月16日発売
- カラオケ版
  - CD『銀河鉄道999 ETERNAL EDITION FILE NO.7&8』★　2001年8月18日発売

## カバー
他アーティストによるカバー（関連者によるセルフカバー含む）を記載する。尚、特記事項のない限り、「銀河鉄道999（THE GALAXY EXPRESS 999）」のみをカバーしたことを記載する。
- 1979年（昭和54年）
  - コロムビア・オーケストラによって、「銀河鉄道999（THE GALAXY EXPRESS 999）」と「テイキング・オフ!（TAKING OFF!）」のカラオケ版がカバーされた。
- 1982年（昭和57年）
  - 12月、マジカル・ドリーム・オーケストラによって、シングル『スターズ・オン・アニメ(SF編)/スターズ・オン・アニメ(少女まんが編)』のメドレー曲「スターズ・オン・アニメ(SF編)」の1曲としてカバーされた。編曲は石田かつのり。
- 1983年（昭和58年）
  - 2月21日、淡海悟郎によって、『Battle of SF Animation』の収録曲としてカバーされた。編曲も淡海悟郎。
- 1992年（平成4年）
  - 3月21日、信田かずおによって、『オルゴールで聴くアニメ主題歌　－銀河鉄道999－』の収録曲としてカバーされた。
- 1994年（平成6年）
  - 11月9日、タケカワユキヒデによって、シングル『ガンダーラ伝説』のメドレー曲「ガンダーラ伝説（日本語版）」の1曲としてセルフカバーされた。編曲は京田誠一。
  - 12月1日、ヒッパレオールスターズによって、『ヒッパレ1979』メドレー中の1曲としてカバーされた。
  - 12月7日、タケカワユキヒデによって、アルバム『ガンダーラ伝説』のメドレー曲「ガンダーラ伝説（英語版）」の1曲としてセルフカバーされた。編曲は京田誠一。
- 1996年（平成8年）
  - タケカワユキヒデによってライブにてセルフカバーされ、2006年5月2日に発売された『LIVE BEST 1996 (with That's on Noise) 』に収録された。歌詞は1番が日本語詞で2番が英語詞という変則的な構成であり、タケカワはライブでもこのような構成で歌うことが多い。
  - 12月10日、Love Circusによって、『Everything』の収録曲としてカバーされた。
- 1997年（平成9年）
  - 3月21日、キッズ・マーチング・バンドによって、『ガッツだ! 運動会ルンルンマーチ』の収録曲としてカバーされた。
- 1998年（平成10年）
  - 10月10日、タケカワユキヒデ、ささきいさお、水木一郎、松本圭未、川島和子、森の木児童合唱団によって『大交響詩 幻想軌道 -松本零士 漫画家生活45周年-』の収録曲としてライブにてカバー（タケカワにとってはセルフカバー）された。編曲はクリヤ・マコト。
- 1999年（平成11年）
  - 5月28日、クリヤマコトによって、アルバム『ANTITHESES #2』の収録曲としてカバーされた。編曲もクリヤマコト。
  - 6月28日、タケカワユキヒデによって、『MONKEY MAGIC 1999』の収録曲としてセルフカバーされた。タケカワは他にも同じくゴダイゴの楽曲である「MONKEY MAGIC」もセルフカバーしている。
  - 夏頃、アーケードゲーム『ステッピングステージ2 SUPREME』に『MONKEY MAGIC 1999』に収録されている「銀河鉄道999（Dub’s 1-999 Club Remix〜by DUB MASTER X）」を一部編集して収録された。
  - 秋頃、アーケードゲーム『ステッピング3 SUPERIOR』に収録された。
- 2000年（平成12年）
  - 3月4日、PlayStation 2用ゲームソフト・ステッピングセレクションに収録された。
  - 10月30日、DOMINO88によって、『Please Please Baby』の収録曲としてカバーされた。編曲はマサヒロ。歌詞は1番が英語詞2番で、2番が日本語詞1番という本家ゴダイゴにもない変則的な構成となっている。
- 2001年（平成13年）
  - 11月1日、入江信充によって、『Guitar Freaks 6thMIX & drummania 5thMIX Soundtracks』の収録曲としてカバーされた。
- 2002年（平成14年）
  - 2月27日、Noriko Fukushimaによって、アルバム『Cafe De Anime』の収録曲として英語版がカバーされた。編曲は長岡成貢。
  - 9月25日、藤原いくろうによって、『ETERNAL COURAGE -ANIMATION HEALING MUSIC-』の収録曲としてカバーされた。
- 2003年（平成15年）
  - 3月26日、STELLAによって、『STELLAnimme』の収録曲としてカバーされた。
  - 5月21日、MJRによって、『銀河鉄道999 JAZZ』の収録曲としてカバーされた。編曲は新澤健一郎。
  - 8月17日、タケカワユキヒデによって、ライブ『アニメジャパンフェス2003』にてセルフカバーされ、同年12月1日に同名のライブ・アルバム『アニメジャパンフェス2003』に収録された。歌詞は1番が日本語詞で2番が英語詞である。タケカワは他にも同じくゴダイゴの楽曲である「MONKEY MAGIC」もセルフカバーしている。
- 2004年（平成16年）
  - 1月21日、MJR Trioによって、『テレビジャズベスト〜懐かしの主題歌・ジャズ・アレンジ集〜』の収録曲としてカバーされた。2003年5月21日発売のMJR『銀河鉄道999 JAZZ』と同一音源である。
  - 3月24日、アンサンブル・アカデミアによって、『ビッグ・ヒット・マーチ　親子で楽しむアニメソング大全集』の収録曲としてカバーされた。編曲は松山裕士。
  - 9月22日、ANIMETALによって、『ANIMETAL MARATHON VI 〜THE SENTIMETAL〜』の収録曲としてカバーされた。
- 2005年（平成17年）
  - 4月8日、タケカワユキヒデ&T's COMPANY（タケカワの三女（基）と四女（愛）のユニット）によって、｢銀河鉄道999 （THE GALAXY EXPRESS 999）｣と｢テイキング･オフ!（TAKING OFF!）｣が『GALAXY EXPRESS 999 BEST 4 SONGS』の収録曲としてカバー（タケカワにとってはセルフカバー）された。｢銀河鉄道999（THE GALAXY EXPRESS 999）｣の歌詞は1番が日本語詞で2番が英語詞。
  - 7月25日、ナムコ(現バンダイナムコゲームズ)の太鼓の達人7に同楽曲のカバー音源が使用されている。また太鼓の達人 とびっきり！アニメスペシャル、iOS版太鼓の達人PTBにも収録されている。
  - 11月25日、東京ブラス・スタイルによって、『「アニジャズ」 1st note 』の収録曲としてカバーされた。
  - 12月5日、SHOBIz ポップスオーケストラによって、『スタンダード・ブラス グリーン』の収録曲としてカバーされた。
- 2006年（平成18年）
  - 3月24日、MERDOGによって、『TRANCE HEAVEN PRESENTS アニトラ・ヘヴン』の収録曲としてカバーされた。
  - 6月7日、インディゴによって、『ワンスモア』の特典CD収録曲としてカバーされた。
  - 7月12日、GOOD LOVIN'によって、『EVER GROOVE』の収録曲としてカバーされた。
  - 7月26日、堤智恵子によって、『みずいろの雨』の収録曲としてカバーされた。
- 2007年（平成19年）
  - 1月10日、東方女子学坊C-GALによって、『C-GAL @ ANIME』の収録曲としてカバーされた。
  - 4月18日、岩井直溥/東京佼成ウインドオーケストラによって、『ニュー・サウンズ・イン・ブラス2007』の収録曲としてカバーされた。
  - 4月25日、東京吹奏楽団によって、『ヒットヒットマーチ101大全集』のの収録曲としてカバーされた。
  - 5月23日、VOIX DOUCEによって、『アニカペラ Vol.1』の収録曲としてカバーされた。
  - 5月23日、BLACK VELVETSによって、『ブラック・ベルベッツの宇宙〜IN THE SPACE』の収録曲としてカバーされた。
  - 7月10日、斎賀みつきによってカバーされ、着うたで配信された。同10月3日『百歌声爛-女性声優編-』に収録された。
  - 9月20日、秋山公良によって、『ギター/ウクレレによるアニメ主題歌コレクション』の収録曲としてカバーされた。
  - 10月3日、緒方恵美によって、アルバム『アニメグ。』の収録曲としてカバーされた。編曲は須藤賢一。
  - 11月21日、岩井久美子によって、『70's HIT PARADE』の収録曲としてカバーされた。
- 2008年（平成20年）
  - 3月25日、Kennoa and The Loopersによって、『私の考えるアニメジャズ』の収録曲としてカバーされた。
  - 3月26日、EXILEとVERBAL (m-flo) により、ベストアルバム『EXILE CATCHY BEST』の収録曲としてカバーされた。編曲は中野雄太。麒麟 ZEROのCMソング。タケカワは自宅のテレビでそのCMを見るまで、EXILEがカバーしたことを知らなかった。その日タケカワは友人と食事をしており、CMを見た瞬間、その場で友人たちと乾杯してしまうぐらい嬉しかったという。ミッキー吉野とEXILEのHIROは同じ中学校出身である[12]。2012年9月9日に放送されたEXILEが出演するTBS系番組『EXILE魂』にゴダイゴがゲスト出演し、両グループのコラボレーションが実現した。なお「銀河鉄道999（THE GALAXY EXPRESS 999）」の演奏はゴダイゴが担当した。
  - 9月3日、NINEによって、『R25 SPEED アニメトランス BEST 2』の収録曲としてカバーされた。
  - 9月24日、I iwiによって、『ANIME HOUSE 02』の収録曲としてカバーされた。
  - 9月26日、松永謙一郎によって、『キッズソング ヒットパラダイス!〜まんまるスマイル・崖の上のポニョ〜』の収録曲としてカバーされた。
  - 11月05日、櫻井隆仁によって、『発車メロディーサウンド・アニメ&ヒーロー作品集』の収録曲としてカバーされた。このアルバムは、様々なアニメソングを鉄道発車メロディー風にアレンジしたものである。
  - 11月19日、大阪市音楽団によって、『ブラバン!高校サッカー2』の収録曲としてカバーされた。
  - 11月20日、塩塚博、福嶋尚哉、三留研介、若林剛太によって、『鉄のバラード〜駅発車メロディ界の3大巨匠による発車メロアレンジ〜』の収録曲としてカバーされた。編曲は塩塚博。このアルバムは、様々なヒットソングを鉄道発車メロディー風にアレンジしたものである。
  - 11月26日、Yuji Yoshidaによって、『キープ・ランニング 〜チャレンジ〜』の収録曲としてカバーされた。
  - 12月10日、NIGHT TRAINS feat.井上由美子によって、『パチンコスロット必勝トランス P-TRANCE vol.4』の収録曲としてカバーされた。
  - 12月17日、遠藤正明によって、『ENSON2』の収録曲としてカバーされた。
  - 12月24日、SCAMPによって、『スーパー☆アニメ☆リミックス 峠 〜痛車ダンスミーティング〜』の収録曲としてカバーされた。
- 2009年（平成21年）
  - 1月21日、TSUKASAによって、『姫トラ　anime☆mix』の収録曲としてカバーされた。
  - 2月18日、タケカワユキヒデによって、｢銀河鉄道999（THE GALAXY EXPRESS 999）｣と｢テイキング･オフ!（TAKING OFF!）｣が『CHRONICLE3&4+2』の収録曲（ボーナス・トラック）として英語版がセルフカバーされた。
  - 2月25日、Mega Maxiによって、『PUNK IT!TOKYO』の収録曲としてカバーされた。
  - 2月25日、赤い彗星 feat. RYOによって、『アニメ☆ダンス・プレゼンツ・アニカン・ヒットチャート・セレクション』の収録曲としてカバーされた。
  - 5月13日、mirayによって、『Dub Master X presents Dub Summer Pop』の収録曲としてカバーされた。
  - 5月27日、岡本雄希によって、『JAPAN ANIMESONG COLLECTION VOL.25』の収録曲としてカバーされた。
  - 6月3日、腹八分によって、『腹八分のアニソン act3』の収録曲としてカバーされた。
  - 6月24日、ANIPANKによって、『序』の収録曲としてカバーされた。
  - 8月19日、ジ・エミグランツによって、『アニメ・ラヴァーズ Vol.1』の収録曲としてカバーされた。
  - 9月30日、松本梨香 feat.タケカワユキヒデによって、『まんまる』の収録曲としてカバー（タケカワにとってはセルフカバー）された。編曲は松坂大祐。
  - 10月28日、DJ SASA & ANIME ISLANDSによって、『SWEET ANIME SONGS』の収録曲としてカバーされた。
  - 11月18日、ジェイコブ・コーラーによって、『STARS　-GIFT FOR PIANO MUSIC-』の収録曲としてカバーされた。
  - 11月18日、『オルゴール☆コレクション 〜ルパン3世のテーマ'79〜銀河鉄道999』の収録曲としてカバー、iTunes storeで配信された。
  - 12月23日、エイプリルズによって、『BACK TO THE FUTURE MUSIC』初回盤ボーナスCDの収録曲としてカバーされた。
- 2010年（平成22年）
  - 2月15日、P☆B-Rwによって、『アニソン100連発【メガ電波】 大きいお友達編』の収録曲としてカバーされた。
  - 2月24日、島本須美によって、『sings her LEGENDS』の収録曲としてカバーされた。
  - 5月19日、木村好夫とザ・ビアーズによるカバーが『決定盤!!木村好夫/フォーク&ポップス ベスト』に収録され発売。木村は故人である。
  - 6月16日、ANIME THAT JAZZによって、『EVENING!』の収録曲としてカバーされた。
  - 10月6日、EXILEとVERBAL (m-flo) により、シングル『I Wish For You』の収録曲として、「銀河鉄道999 -House Mix-」のタイトルでカバーされた。編曲はDJ KAYA（UNITED COLORS）とAyumu Ogawa（UNITED COLORS）。ベスト・アルバム『EXILE CATCHY BEST』に収録されている「銀河鉄道999」とは別アレンジである。
- 2011年（平成23年）
  - 11月30日、ミゲルによって、『しあわせソングス-初めましてミゲルです☆-』の収録曲としてカバーされた。
- 2013年（平成25年）
  - 3月20日、浅野孝已によって、｢銀河鉄道999（THE GALAXY EXPRESS 999）｣と｢テイキング･オフ!（TAKING OFF!）｣が『ACOUSTIC COVERS -SONGS OF GODIEGO- VOL.2』の収録曲としてセルフカバーされた。編曲も浅野孝已。
  - 5月16日、ALI PROJECT、ChouCho、Gero、GRANRODEO、i☆Ris、May'n、nano.RIPE、OLDCODEX、Ray、ZAQ、Zwei、アフィリア・サーガ、いとうかなこ、上坂すみれ、小倉唯、喜多村英梨、串田アキラ、栗林みな実、黒崎真音、小松未可子、サイキックラバー、鈴木このみ、鈴村健一、竹達彩奈、田村ゆかり、茅原実里、富永TOMMY弘明、中島愛、七森中☆ごらく部、南里侑香、野水いおり、日笠陽子、藤田麻衣子、三澤紗千香、水樹奈々、ゆいかおり（小倉唯&石原夏織）によってカバーされた。編曲は佐久間正英。
  - 5月29日、タケカワユキヒデによって、『THE REBORN SONGS〜LEGEND〜』の収録曲としてセルフカバーされた。編曲もタケカワユキヒデ。
- 2014年（平成26年）
  - 3月9日、タケカワユキヒデによって、『GOLDEN BEST』の収録曲として、｢銀河鉄道999（THE GALAXY EXPRESS 999）｣の日本語版と英語版および｢テイキング･オフ!（TAKING OFF!）｣の日本語版がセルフカバーされた。編曲もタケカワユキヒデ。
  - 8月27日、EXILE TRIBEとVERBAL(m-flo)により、アルバム『EXILE TRIBE REVOLUTION』の収録曲としてカバーされた。ボーカルは『EXILE TAKAHIRO』・『EXILE NESMITH』・『EXILE SHOKICHI』・『今市隆二』・『登坂広臣』の5人である。RAP詩が変更されている。
- 2015年（平成27年）
  - 2月11日、石川綾子によって、『CINEMA CLASSIC』の収録曲としてカバーされた。
  - 7月11日、タケカワユキヒデによって、『銀河鉄道999ゴールド・セレクション』の収録曲として、｢銀河鉄道999（THE GALAXY EXPRESS 999）」および｢テイキング･オフ!（TAKING OFF!）｣の日本語版と英語版がセルフカバーされた。編曲もタケカワユキヒデ。
  - 11月4日、ラスマス・フェイバーが日本のアニメソングをジャズアレンジしたアルバム『ラスマス・フェイバー・プレゼンツ・プラチナ・ジャズ〜アニメ・スタンダード Vol.5〜』の日本盤ボーナストラックとして収録されている。なお、このカバーバージョンは2015年9月にサントリーから発売されたグレーン・ウイスキー『知多』のCMソングに起用された。
- 2016年（平成28年）
  - 5月25日、Cupitronによってカバーされた。編曲はトベタ・バジュンと中村祐介でテクノポップ調のアレンジとなっている。
  - 6月10日、W.C.D.A.のシングル『銀河鉄道999 (House Remix)』の収録曲としてカバーされた。ハウス・ミュージック調のアレンジとなっている。
- 2017年（平成29年）
  - 4月20日、上記2008年3月に配信開始されたEXILEによるカバーについて、日本レコード協会よりフル配信でのミリオンが認定された。20世紀に初出の曲によるフル配信ミリオンの達成は過去、高橋洋子『残酷な天使のテーゼ』（1995年初出[注釈 2]）と本作の計2例のみであり[13]、1970年代に由来する作品としては唯一の達成例である。
  - 6月2日、比嘉紗弥香によってカバーされた。
  - 6月28日、TrySailによってカバーされ、『TrySail First Live Tour “The Age of Discovery”』の収録曲としてカバーされた。前年11月6日に行われたライブツアー『LAWSON presents TrySail First Live Tour “The Age of Discovery”』にて披露された。
- 2020年（令和2年）
  - 2月12日、堀江美都子によって、『デビュー50周年記念カバーアルバム「One Voice」』の収録曲としてカバーされた[14]。
  - 8月30日、スマートフォン向けゲーム、D4DJ Groovy Mix用として同コンテンツのユニットであるPhoton Maidenのカバー動画が公開された。
- 2021年（令和3年）
  - TBSテレビ他で10月1日より放送されている『THE TIME,』のテーマ曲としてシン・ミックス版を起用[15]。『THE TIME'』では清水美依紗のカバーによる。
  - 12月22日、ミッキー吉野（feat.MIYAVI）によって、『Keep On Kickin’ It』の収録曲としてカバーされた。編曲もミッキー吉野。
- 2022年（令和4年）
  - 1月26日、Photon Maidenによって、『D4DJ Groovy Mix カバートラックス vol.3』の収録曲としてカバーされた（英語版）。編曲はfu_mou。
  - 7月29日 Girls²が日本テレビの音楽番組「MUSIC BLOOD」に出演し同じLDHの所属の先輩グループEXILE版の本曲をカバーした｡ボーカル担当が小田柚葉、隅谷百花、鶴屋美咲、小川桜花、増田來亜、菱田未渚美、ラップ担当が山口綺羅、原田都愛、ラップとボーカル担当が石井蘭。
  - その他音楽番組でゴスペラーズ、GENERATIONS from EXILE TRIBE×THE RAMPAGE from EXILE TRIBEもカバー。
    - 音源では三代目 J Soul Brothersもカバーしている。
- 2025年（令和7年）
  - 3月6日、毎日放送・TBS系列で放送されているテレビアニメ『悪役令嬢転生おじさん』第9話の特別エンディングテーマに使用された。同アニメにて主人公の声を務める声優の井上和彦とM・A・Oが“グレイス＝憲三郎”名義で歌唱[16]。

## カバー・シングル
上記で紹介したカバーのうち、シングルとしてリリースされたものを記載する。

### コロムビア・オーケストラ
解説
- コロムビア・オーケストラによる、アニメカラオケシリーズの一環としてリリースされた。
- カラオケ版であるため、当然のことながらボーカルなしである。
- なおKeyはどちらの曲も1音下げられ、「銀河鉄道999」はE〜D、「テイキング・オフ!」はC〜B♭になっている。

収録曲
1. 銀河鉄道999
  - 作曲：タケカワユキヒデ／編曲：ミッキー吉野／演奏：コロムビア・オーケストラ
2. テイキング・オフ!
  - 作曲：タケカワユキヒデ／編曲：ミッキー吉野／演奏：コロムビア・オーケストラ

### Animelo Summer Live
解説
- 2013年8月23日・24日・25日に開催された『Animelo Summer Live 2013 -FLAG NINE-』のテーマソングとして使用し、アニサマ2013出演アーティストにより歌われた。
- 編曲を担当した佐久間正英はベーシスト・ギタリスト・キーボーディストとして演奏にも参加しており、他にTAKUYAがギタリスト、そうる透がドラマーとして演奏に参加している。
- 前年まで行われたCDによる販売は行っておらず、配信によるダウンロード販売が行われた他、音源CDとミュージック・ビデオ入りのDVDがライブ公式パンフレットの特典として収録された。
- 2005年以来、毎年行われている当イベントにおいて、テーマソングにカバー曲を採用するのはこれが初とのことである[17]。
- また開催地のさいたまスーパーアリーナがあるさいたま市は、タケカワの出身地でもある。

収録曲
1. The Galaxy Express 999
  - 作詞：奈良橋陽子、山川啓介／作曲：タケカワユキヒデ／編曲：佐久間正英／歌：ALI PROJECT、ChouCho、Gero、GRANRODEO、i☆Ris、May'n、nano.RIPE、OLDCODEX、Ray、ZAQ、Zwei、アフィリア・サーガ、いとうかなこ、上坂すみれ、小倉唯、喜多村英梨、串田アキラ、栗林みな実、黒崎真音、小松未可子、サイキックラバー、鈴木このみ、鈴村健一、竹達彩奈、田村ゆかり、茅原実里、富永TOMMY弘明、中島愛、七森中☆ごらく部、南里侑香、野水いおり、日笠陽子、藤田麻衣子、三澤紗千香、水樹奈々、ゆいかおり（小倉唯&石原夏織）

### Cupitron
解説
- Cupitronの4枚目のシングルであり、初のカバー曲である。
- メンバーが着用している衣装は原作者である松本零士が手がけた[18]。
- 『ゴダイゴ・デビュー40周年メモリアル・プロジェクト』では、ゴダイゴと松本零士とねば〜る君との共演を果たした[19]。

収録曲
初回生産限定盤
1. 銀河鉄道999
  - 作詞：奈良橋陽子、山川啓介／作曲：タケカワユキヒデ／編曲：bajune tobeta、中村祐介／歌：Cupitron
2. テクノテクノ
  - 作詞：bajune tobeta／作曲：久下真音／編曲：bajune tobeta・中村祐介／歌：Cupitron
3. 銀河鉄道999 (Instrumental)
4. LOVE SCIENCE (Instrumental)

通常盤A
1. 銀河鉄道999
2. LOVE SCIENCE
  - 作詞・作曲：bajune tobeta／編曲：bajune tobeta、中村祐介／歌：Cupitron
3. 銀河鉄道999 (Instrumental)
4. LOVE SCIENCE

通常盤B
1. 銀河鉄道999
2. 一分間だけ夢を見る
  - 作詞：bajune tobeta／作曲：久下真音／編曲：bajune tobeta、中村祐介／歌：Cupitron
3. 銀河鉄道999 (Instrumental)
4. 一分間だけ夢を見る

### 比嘉紗弥香
解説
- 自身の曲である「NEVER ENDING JOURNEY」とともに『CR銀河鉄道999』のテーマ・ソングとして使用された。

収録曲
1. 銀河鉄道999
  - 作詞：奈良橋陽子、山川啓介／作曲：タケカワユキヒデ／歌：比嘉紗弥香

### グレイス＝憲三郎
解説
- 2025年のテレビアニメ『悪役令嬢転生おじさん』第9話エンディングテーマに使用された。歌唱は作中の主人公・屯田林憲三郎（グレイス・オーヴェルヌ）より「グレイス＝憲三郎」名義（CV：井上和彦、M.A.O）[16][20]。デジタル・ダウンロードリリース

収録曲
1. 銀河鉄道999
  - 作詞：奈良橋陽子、山川啓介／作曲：タケカワユキヒデ／編曲：INTERCEPTBEATS／歌：グレイス＝憲三郎

## 流用
吹奏楽の楽譜にも採用されている。
- STANDARD BRASS Green!「コンサートの定番に 銀河鉄道999」（編曲：樽屋雅徳）
- ジャパニーズ・グラフィティXII（編曲：星出尚志）（メドレー作品の最後）

以下の駅では発車メロディもしくは列車接近メロディとして採用された。
| 事業者                              | 路線名                         | 駅名         | 採用年月日    | 備考 |
| ----------------------------------- | ------------------------------ | ------------ | ------------- | --- |
| 西武鉄道                            | 池袋線                         | 大泉学園駅   | 2009年3月8日  | 同駅で同日開催の「ねりたんアニメプロジェクトin 大泉2009」に合わせて使用。 同駅がある練馬区が日本アニメ発祥の地であり、 現在でも90社以上のアニメ製作関連会社がある「アニメのまち」であることによる。 |
| 埼玉新都市交通                      | 伊奈線 （ニューシャトル）      | 大宮駅       | 2013年7月1日  | 沿線にある伊奈学園総合高校の吹奏楽部が演奏したものを接近メロディとして採用。 |
| 埼玉新都市交通                      | 伊奈線 （ニューシャトル）      | 鉄道博物館駅 | 2013年7月1日  | 沿線にある伊奈学園総合高校の吹奏楽部が演奏したものを接近メロディとして採用。 |
| 東日本旅客鉄道 (JR東日本)           | 横浜線                         | 淵野辺駅     | 2014年6月14日 | 宇宙航空研究開発機構（JAXA）相模原キャンパスの最寄り駅。 宇宙をイメージして採用された。 |
| 西日本旅客鉄道 (JR西日本)           | 山陽新幹線 九州新幹線 博多南線 | 新神戸駅     | 2016年3月9日  | JR東海管轄の新大阪駅を除く全ての全列車停車駅で採用。 下り（博多方面）はAメロの部分を、上り（新大阪方面）はサビの部分を使用。 博多駅13・14番のりばのみBメロの部分を使用。                            |
| 西日本旅客鉄道 (JR西日本)           | 山陽新幹線 九州新幹線 博多南線 | 岡山駅       | 2016年3月9日  | JR東海管轄の新大阪駅を除く全ての全列車停車駅で採用。 下り（博多方面）はAメロの部分を、上り（新大阪方面）はサビの部分を使用。 博多駅13・14番のりばのみBメロの部分を使用。                            |
| 西日本旅客鉄道 (JR西日本)           | 山陽新幹線 九州新幹線 博多南線 | 広島駅       | 2016年3月9日  | JR東海管轄の新大阪駅を除く全ての全列車停車駅で採用。 下り（博多方面）はAメロの部分を、上り（新大阪方面）はサビの部分を使用。 博多駅13・14番のりばのみBメロの部分を使用。                            |
| 西日本旅客鉄道 (JR西日本)           | 山陽新幹線 九州新幹線 博多南線 | 小倉駅       | 2016年3月9日  | JR東海管轄の新大阪駅を除く全ての全列車停車駅で採用。 下り（博多方面）はAメロの部分を、上り（新大阪方面）はサビの部分を使用。 博多駅13・14番のりばのみBメロの部分を使用。                            |
| 西日本旅客鉄道 (JR西日本)           | 山陽新幹線 九州新幹線 博多南線 | 博多駅       | 2016年3月9日  | JR東海管轄の新大阪駅を除く全ての全列車停車駅で採用。 下り（博多方面）はAメロの部分を、上り（新大阪方面）はサビの部分を使用。 博多駅13・14番のりばのみBメロの部分を使用。                            |
| 西日本旅客鉄道 (JR西日本)           | 山陽新幹線 九州新幹線 博多南線 | 姫路駅       | 2020年3月14日 | 2020年3月のダイヤ改正で一部「みずほ」が新山口駅に停車するようになり、同駅及び同じく一部「みずほ」が停車する姫路駅と、相生駅にも追加された。                                                         |
| 西日本旅客鉄道 (JR西日本)           | 山陽新幹線 九州新幹線 博多南線 | 相生駅       | 2020年3月14日 | 2020年3月のダイヤ改正で一部「みずほ」が新山口駅に停車するようになり、同駅及び同じく一部「みずほ」が停車する姫路駅と、相生駅にも追加された。                                                         |
| 西日本旅客鉄道 (JR西日本)           | 山陽新幹線 九州新幹線 博多南線 | 新山口駅     | 2020年3月14日 | 2020年3月のダイヤ改正で一部「みずほ」が新山口駅に停車するようになり、同駅及び同じく一部「みずほ」が停車する姫路駅と、相生駅にも追加された。                                                         |
| 西日本旅客鉄道 (JR西日本)           | 山陽新幹線 九州新幹線 博多南線 | 福山駅       | 2021年1月21日 | これにより、新大阪駅を除く山陽新幹線内の「みずほ」停車駅全てで追加されたことになった。 |
| 北九州高速鉄道 （北九州モノレール） | 小倉線                         | 小倉駅       | 2017年4月22日 | 発車メロディと接近メロディとして採用。 |

プロ野球・東北楽天ゴールデンイーグルスの私設応援団「全国荒鷲連合会」が東北地区限定のチャンステーマとして2018年まで採用していた。
フジテレビ系列のバラエティ番組「はねるのトびら」内のコーナー「短縮鉄道の夜」の挿入歌、および「クイズ!ヘキサゴンII」の1コーナー「仲間を救え!底抜けドボンクイズ」のルール説明のBGMにも使用されており、両番組の連続放送があった水曜日のゴールデンタイムは、2時間で2回も該当曲を聴くことが出来た。
てっぱんの劇中でも演奏されたことがあった。
連続テレビ小説・第88シリーズ『あまちゃん』では、「銀河鉄道999（THE GALAXY EXPRESS 999）」が挿入歌として使用されたことがある。さらに、中川家が司会のクイズ特番『鉄オタ選手権』のオープニングとして使用している。
2021年には、この年に創業50周年を迎えた日本マクドナルドの50周年記念スペシャルCM（出演：木村拓哉）のCMソングに起用された。また、同年10月1日に放送開始されたTBSテレビの朝の情報番組『THE TIME,』では、オリジナルマルチトラックテープからの再ミックス版『銀河鉄道999〜シン・ミックス〜』が1年後の2022年9月30日までテーマ曲に採用されており、ピアノでのカバー・インストゥルメンタルバージョンと音源そのままの2パターンが放送されていた。
2022年には、BSJapanext制作の『地域創生! 旅番組』のオープニングとして使用。旅人は、月曜：徳永ゆうき、火曜：二代林家三平、水曜：宮川一朗太、木曜：石丸謙二郎、中澤裕子が出演。ナレーションは徳永、三平、一朗太、中澤が自ら担当。
2023年1月2日より、東芝のCMにカバー曲が使用された。CM出演者：有村架純、歌唱：真琴（E.scene）。
2023年5月より、JR東日本のCM「自分の世界に、まだない場所へ。」（東北へ篇・東京へ篇）に使用された。ロードムービー風の演出になっており、出演した学生たちが歌唱（合唱）している。
2025年2月より、本田技研工業『N-VAN e:』 TVCMに英語バージョンが使われた。